# غل آباد (مقاطعة فهرج)
غل‌آباد (بالفارسية: گل‌آباد) هي قرية تقع في ناحية نغين كوير في إيران. يقدر عدد سكانها بـ 187 نسمة .